# Mohammed Mamdouh El-Beltagui
Mohammed Mamdouh El-Beltagui (arabisch محمد ممدوح البلتاجي, DMG Muḥammad Mamdūḥ al-Baltāǧī; * 21. April 1939; † 10. Oktober 2015) war ein ägyptischer Politiker.

## Leben
Mohammed Mamdouh El-Beltagui wurde 1973 zum Doktor der Betriebswirtschaft und 1975 zum Doktor der Politikwissenschaft an der Sorbonne promoviert. Von 1975 bis 1982 war er an der ägyptischen Botschaft in Paris als Pressesprecher akkreditiert.
Von 1982 bis 1993 saß er der staatlichen Öffentlichkeitsarbeit vor, 1992 wurde er von Husni Mubarak zum Mitglied des Schura-Rates ernannt. Er trat im Oktober 1993 in die Regierung von Atif Muhammad Nagib Sidqi als Tourismusminister ein und bekleidete dieses Amt im Kabinett Ganzuri I und im Kabinett Abaid. Im ersten Kabinett Nazif war er Informationsminister.
Er war verheiratet und hat einen Sohn.
| Vorgänger                                                   | Amt                                                                        | Nachfolger                        |
| ----------------------------------------------------------- | -------------------------------------------------------------------------- | --------------------------------- |
| Fu'ad Sultan als Minister für Tourismus und Zivilluftfahrt. | Ägyptischer Tourismusminister Oktober 1993 bis 9. Juli 2004                | Ahmed al-Maghrabi Soheir Garranah |
| Safwat El-Sherif                                            | Ägyptischer Informationsminister 9. Juli 2004 bis 15. Februar 2005         | Anas Ahmed Nabih El-Fiqqi         |
| Anas Ahmed Nabih El-Fiqqi                                   | Ägyptischer Sport- und Jugendminister 15. Februar 2005 bis 29. Januar 2011 | [ 2 ]                             |